# Infusió

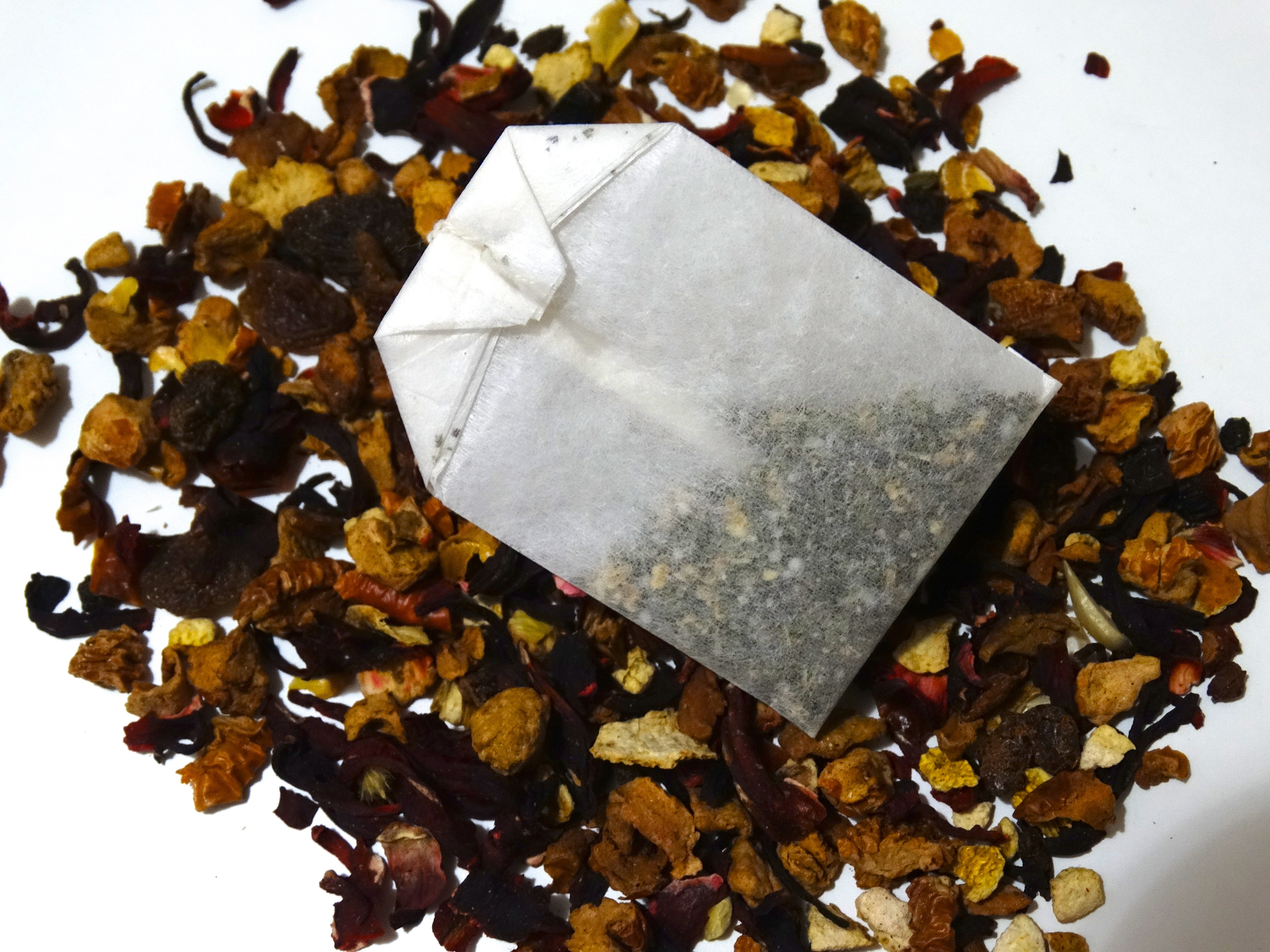
Infusions

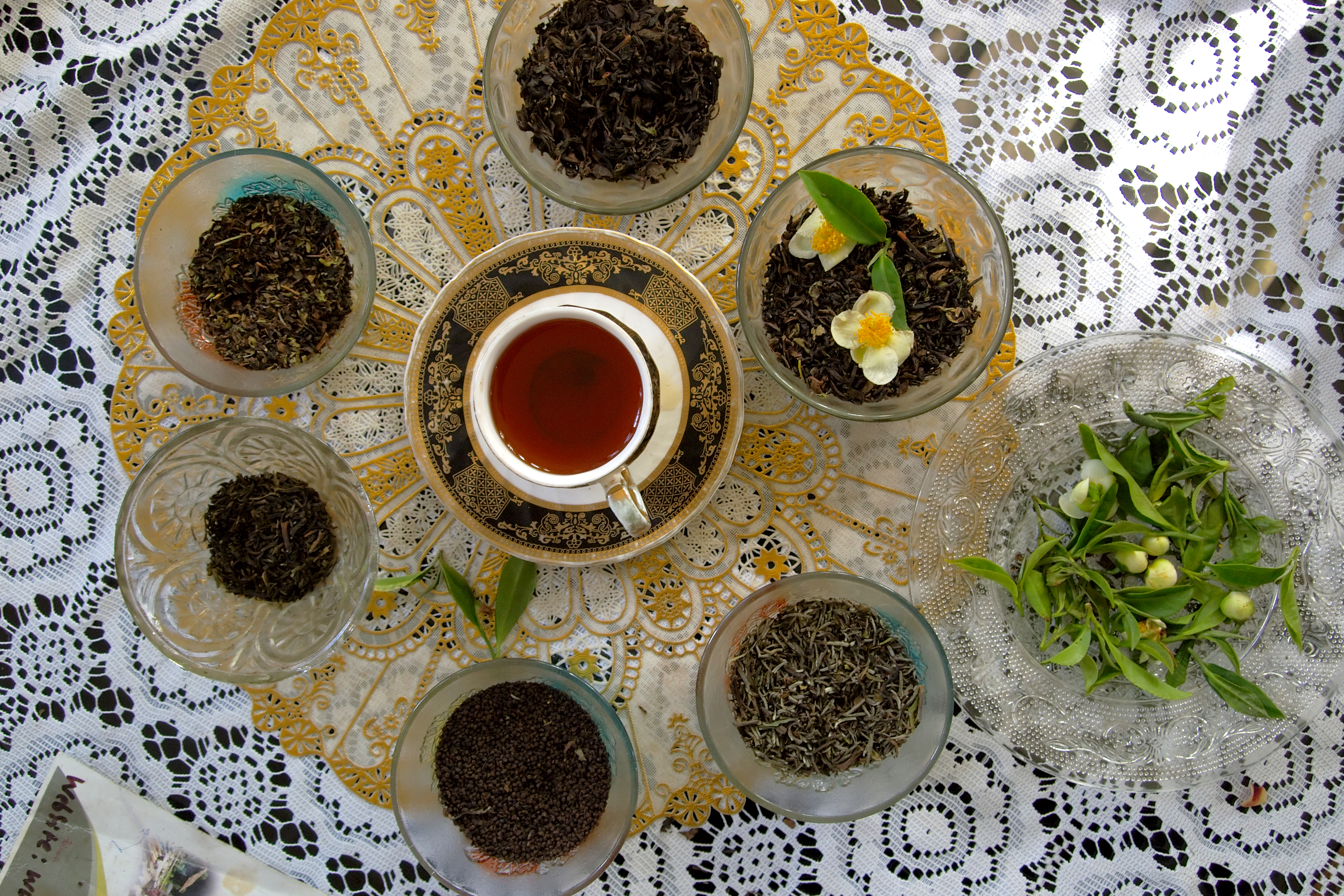
Tassa de te

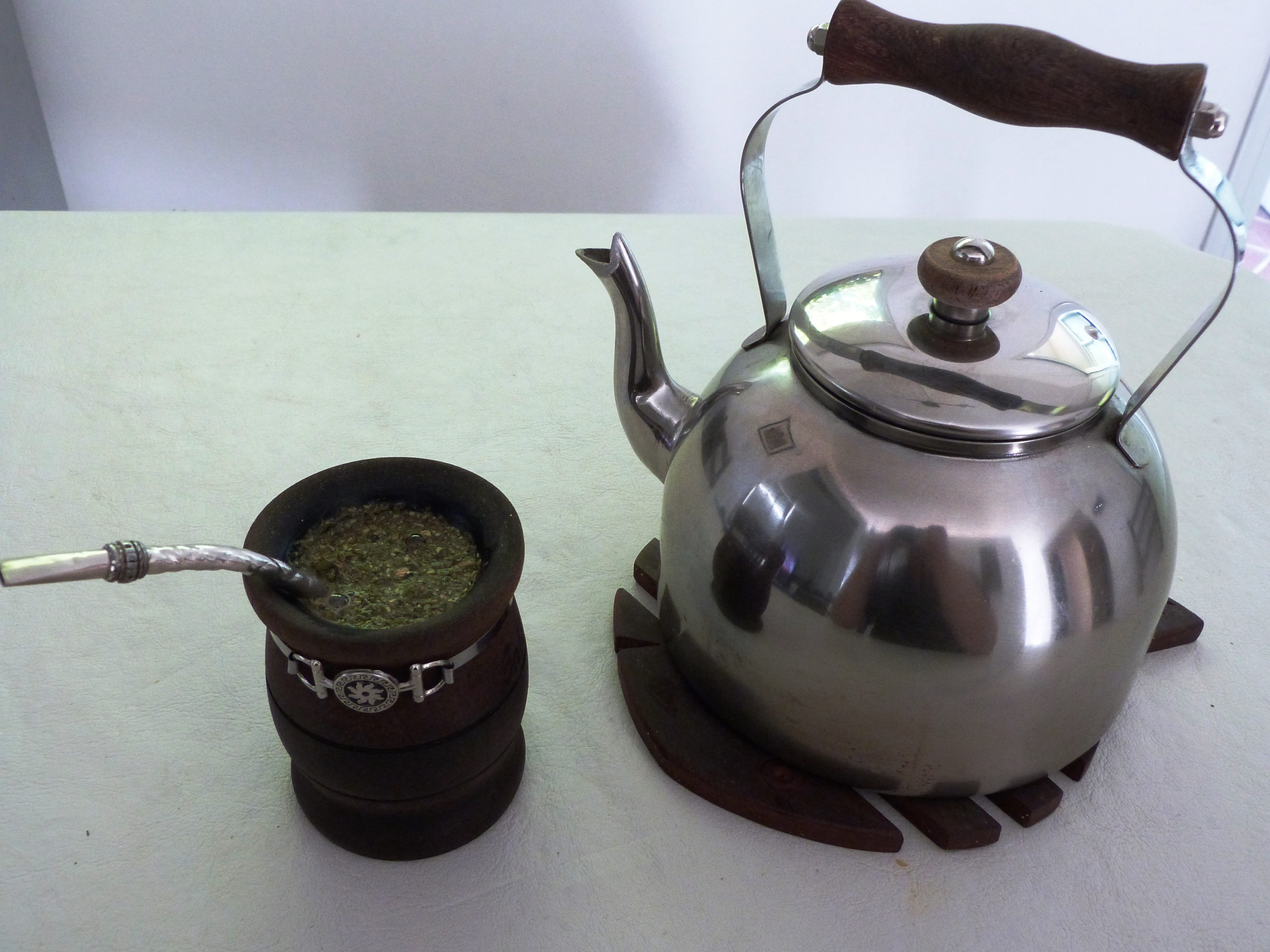
Mate

La infusió és un mètode d'extracció dels principis actius solubles d'una planta mitjançant la seva introducció en aigua inicialment bullent, però que es deixa refredar. Aquesta tècnica porta el nom de infusionar.
Aquest mot designa també les begudes preparades amb aquest mètode, com el te.
Aquest mètode és diferent de la decocció en la qual el líquid es manté bullint, i de la maceració en què el líquid és fred.

## Preparació d'infusions
Es poden introduir les herbes en un recipient en aigua bullent, o vessar l'aigua sobre les plantes. Es tapa el recipient i passats uns minuts es treuen les herbes i es llencen. L'aigua resultant es pren com a beguda. A vegades es barreja més d'una planta. S'acostuma a utilitzar només una part determinada de la planta: la flor, la fulla, l'escorça, l'arrel…
Les infusions es poden beure per gust, però sovint es busquen els efectes terapèutics de les plantes.

## Plantes que es beuen en infusió

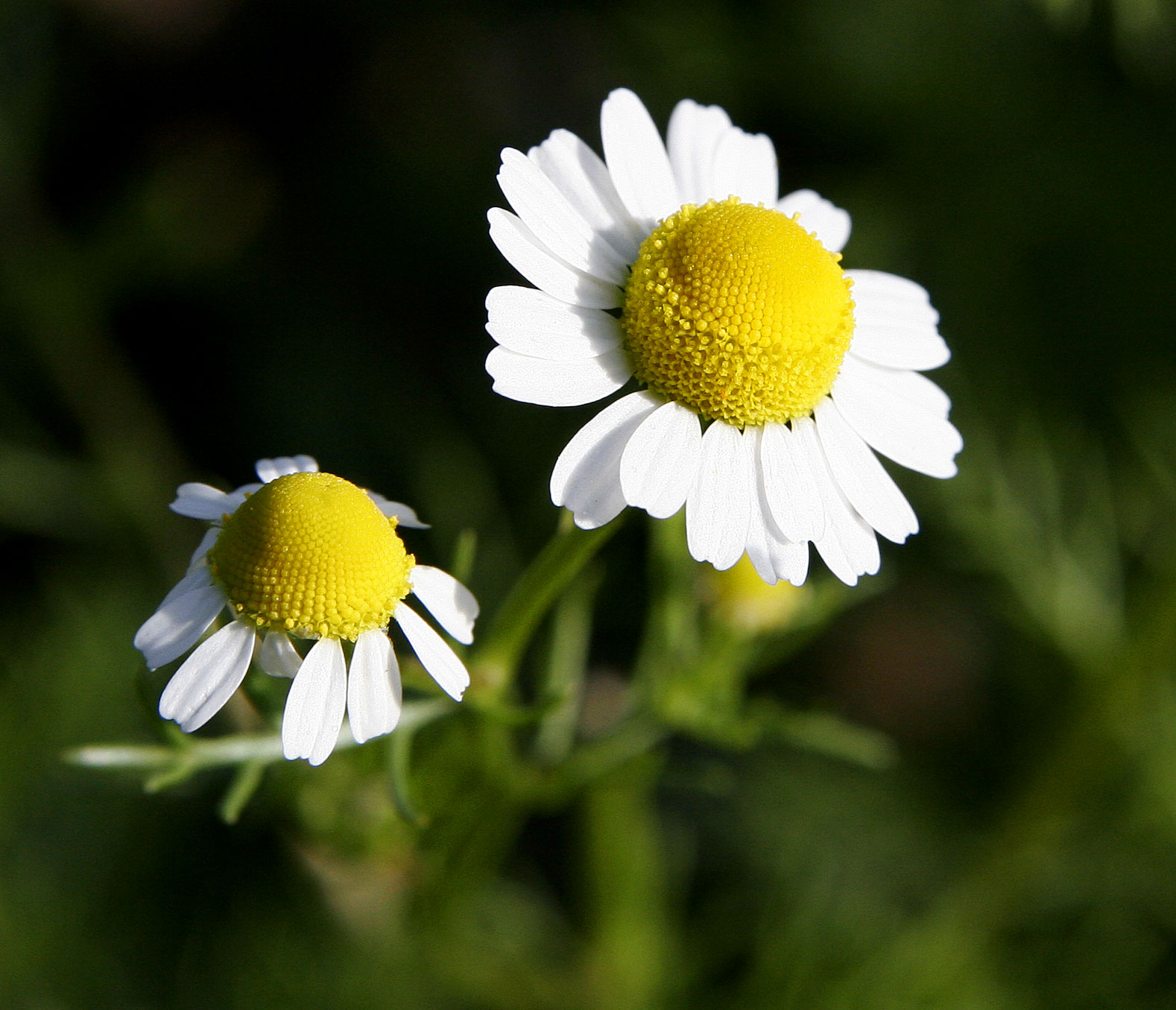
Flor de camamilla. Es beu en infusió.

- Àlber
- Alfàbrega
- Anís estrellat
- Boixac de jardí
- Borratja
- Cafè
- Camamilla

- Card marià
- Espígol
- Farigola
- Freixe
- Fumària oficinal
- Genciana
- Groseller negre
- Llimona
- Marialluïsa
- Menta
- Marfull
- Herba mate
- Morella roquera
- Melissa
- Noguer
- Olivera
- Opi
- Poliol
- Quina
- Romer
- Sàlvia
- Taronja
- Te
- Til·ler: La infusió s'anomena til·la[5]
- Viola tricolor

## Continguts relacionats
- Planta medicinal
- Tisana
- Mate (infusió)